# Parametriocnemus ornaticornis
Parametriocnemus ornaticornis är en tvåvingeart som först beskrevs av Jean-Jacques Kieffer 1917.  Parametriocnemus ornaticornis ingår i släktet Parametriocnemus och familjen fjädermyggor. Inga underarter finns listade i Catalogue of Life.